# Ernő Emil Moravcsik

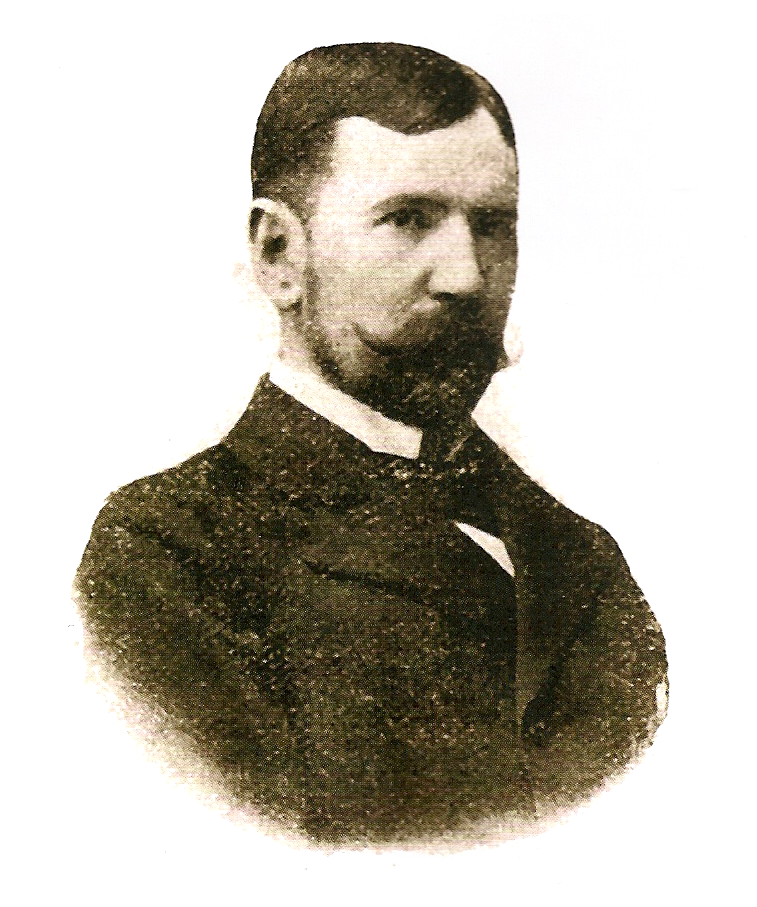
Ernő Emil Moravcsik

Ernő Emil Moravcsik (niem. Ernst Emil Moravcsik, ur. 16 marca 1858 w Bér, zm. 9 października 1924 w Budapeszcie) – węgierski lekarz psychiatra. Profesor psychiatrii na Uniwersytecie w Budapeszcie, członek korespondent Węgierskiej Akademii Nauk.

## Życiorys
Brat Gézy Moravcsika (1855–1929). Studiował na Uniwersytecie w Budapeszcie, tytuł doktora nauk medycznych otrzymał w 1881 roku. Następnie był asystentem w Instytucie Farmakologii i Patologii Ogólnej i w Klinice Psychiatrycznej od 1883 do 1889 roku. W 1887 habilitował się z psychiatrii. Od 1892 roku profesor psychopatologii. W 1901 został profesorem zwyczajnym psychiatrii na Uniwersytecie w Budapeszcie, na katedrze pozostał do 1924 roku. W 1921 roku piastował godność rektora Uniwersytetu. W 1924 został członkiem korespondentem Węgierskiej Akademii Nauk.

## Dorobek naukowy
Zajmował się m.in. halucynacjami, alkoholizmem, wścieklizną, chorobami neurodegeneracyjnymi, psychozami, kiłą ośrodkowego układu nerwowego, histerią. Autor podręcznika psychiatrii. Wprowadził do medycyny termin eutymopraksji (niem. Euthymopraxie).

## Wybrane prace
- Vizsgálátok a tuberculosis körül. Orvosi Hetilap 27, ss. 945-956, 1883
- Casuisticus adatok a törvényszéki lélektanhoz. Közeg. és Törvény. Orvos., 1885
- A veszettségrol kórodai észleletek alapján. Orvosi Hetilap 30, ss. 909; 929, 1886
- Önkéntes suggestio hystero-epilepsiás n nél. Orvosi Hetilap, 1886
- A veszettsegr l kórodai észleletek alapján. Orvosi Hetilap 30, ss. 909; 929, 1886
- Az alcoholismusról kórodai észleletek és vizsgálatok alapján. Orvosi Hetilap 30, ss. 281; 342, 1886
- További adatok a veszttség kórodai képéhez. Orvosi Hetilap 31, ss. 89-93, 1887
- Nehány gyakorlati megjegyzés a hystericáról és hypnotismusról egy castrált hystero epilepsiás eset kapcsán. Orvosi Hetilap 33, ss. 365; 378; 390, 1889
- Hysteriás látótér éber és hypnotikus állapotban. Orvosi Hetilap, 1890
- A degenerativ túnetek jelentösége a bünösségi hajlamnál. Gyógyászat 31, ss. 13-17, 1891
- A környéki ingerek befolyása az érzékcsalódásokra. Orvosi Hetilap 36, s. 496, 1892
- Az elmekórtan haladása. Gyógyászat 35, 1895
- Gyakorlati elmekórtan. Budapest, Magyar Orvosi Könyvkiadó Társulat, 1897
- Az orvos működési köre az igazságügyi közszolgálatban. Budapest, 1901
- A fogságban fejlödo elmebetegségröl. Orvostud értek. gyüjt. Magy. orv. Arch., 1901
- A psychiatria fejlodése hazánkban az utolsó 50 év alatt. Orvosi Hetilap 50, ss. 38-42, 1906
- Künstlich hervorgerufene Halluzinationen. Centralblatt für Nervenheilkunde und Psychiatrie 29, ss. 209-216, 1906
- La question de la détention des personnes à responsabilité restreinte et des ivrognes invétérés. Arch. anthrop. crim. 21, ss. 283-95, 1906
- A tanúzási képességröl. Orvosi Hetilap 51, s. 285, 1907
- Ueber einzelne motorische Erscheinungen Geisteskranker. Allgemeine Zeitschrift für Psychiatrie 64, ss. 733-760, 1907
- Rascher Wechsel expansiver und depressiver Zustandsbilder in einem Falle progressiver Paralyse. Zentralblatt für Nervenheilkunde und Psychiatrie 31, ss. 409-11, 1908
- Die Schutzmassregeln der Gesellschaft gegen die Verbrecher. Monatschr. f. Krim.-Psychol. 8, ss. 529-555, 1911
- Experimente über das psychogalvanische Reflexphänomen. Journal für Psychologie und Neurologie 18, ss. 186-199, 1911
- Elmekór- és gyógytan. Budapest, Magyar Orvosi Könyvkiadó Társulat, 1912
- Az idegbetegségek gyógyítása. Budapest, 1913
- Ueber Morphinismus. Wien. med. Wchnschr. 64, ss. 2253-2261, 1914